# Romance of the Pink Panther
Romance of the Pink Panther zou de zevende film worden in de The Pink Panther-serie. Peter Sellers zou voor de zesde keer de rol van Inspector Clouseau spelen. Herbert Lom zou terugkeren als Charles Dreyfus, nu werkend als privédetective. De onverwachte dood van Sellers in juli 1980 was de aanleiding om de film niet uit te geven.
De opnames van de film zouden starten in september of oktober 1980, zodat de film in de zomer van 1981 uitgebracht kon worden. De studio maakte zich echter zorgen over het scenario waardoor de productie vertraagde. Peter Sellers onderhandelde om de film zelf te regisseren, maar de studio koos in plaats daarvan voor Sidney Poitier. Poitier stopte in 1979 vanwege de vertraging van het scenario van Sellers en Moloney. De eerste versie was af in december 1979. Als nieuwe regisseur werd Clive Donner gevraagd. Als producer kwam Lynne Frederick, de vrouw van Sellers, naar voren. Sellers en Moloney maakten een tweede versie van het scenario af in juli 1980, enkele dagen voor het overlijden van Sellers. Donner wilde met Sellers echter nog wat punten herschrijven. Als andere acteurs voor de film waren Burt Kwouk (Cato), Graham Stark, André Maranne (François Chevalier), Max Geldray en Pamela Stephenson gevraagd.
Na Sellers' dood probeerde de studio "The Pink Panther" levend te houden door Dudley Moore Clouseau te laten spelen. Moore had een spionnen-parodie als "The Pink Panther" op de planning staan, de film zou "The Ferret" heten, geregisseerd door Blake Edwards. Hij wilde de rol alleen spelen om de serie een waardige afsluiting te geven. Zijn voorwaarde was dat Edwards zou regisseren. Die zag echter een scenario van Sellers verfilmen zonder Sellers niet zitten. Hij stelde voor een nieuw karakter in de plaats van Clouseau te brengen. Deze onderhandelingen resulteerden in Trail of the Pink Panther uit 1982, met beeldmateriaal van Sellers uit The Pink Panther Strikes Again en Curse of the Pink Panther uit 1983 met Ted Wass als de incompetente detective Clifton Sleigh.
Romance of the Pink Panther wordt genoemd in de biografie van Peter Sellers.

## De twee scenario's
Er waren twee scenario's voor de film geschreven. Een van december 1979, een van juli 1980, acht dagen voor de dood van Sellers. Beide scenario's hebben dezelfde basis, maar zijn toch verschillend, vooral in het einde.
De plot gaat over Clouseau, die verliefd wordt op een brutale kattendief genaamd "The Frog" (gespeeld door Pamela Stephenson). De naam was een woordspeling op de naam die Engelsen voor Fransen hebben. Clouseau zou de naam hebben uitgesproken als "the froog", een dans uit de jaren 60. In het eerste scenario zou Clouseau aan het slot promoveren tot commissaris van de politie. In de tweede versie zegt hij de politie vaarwel om zijn geliefde te volgen in een leven van misdaad (net als het einde van Curse of the Pink Panther). Deze scene is wel opgenomen in de The Pink Panther Deux als Clouseau gaat trouwen met zijn geliefde assistente.